# スカーレット・アンド・アザー・ストーリーズ
『スカーレット・アンド・アザー・ストーリーズ』（Scarlet and Other Stories）は、イングランドのバンド、オール・アバウト・イヴが1989年に発表した2作目のスタジオ・アルバム。オリジナル・ギタリストのティム・ブリッチェノは、本作リリースに伴うツアー後にバンドを脱退し、シスターズ・オブ・マーシーに加入した。

## 反響・評価
全英アルバムチャートでは4週トップ100入りし、最高9位を記録した。本作からの先行シングル「ロード・トゥ・ユア・ソウル」は全英シングルチャートで37位に達し、その後のシングル「ディセンバー」と「スカーレット」は、いずれも全英34位を記録した。
クリス・トゥルーはオールミュージックにおいて5点満点中3.5点を付け「前作よりも多様性があり、かつ些か大作主義で、素晴らしい瞬間もあれば、そうでもない瞬間もある」「歌詞に関しては、前作の天使、ヒッピー、フラワー・チルドレンといった素材が排され、かなりダークになっている」と評している。

## 収録曲
特記なき楽曲はジュリアンヌ・リーガン、ティム・ブリッチェノ、アンディ・カズン、マーク・プライスの共作。
1. ロード・トゥ・ユア・ソウル - "Road to Your Soul" - 5:20
2. ドリーム・ナウ - "Dream Now" (Julianne Regan, Tim Bricheno, Andy Cousin) - 3:07
3. ゴールド・アンド・シルバー - "Gold and Silver" - 3:59
4. スカーレット - "Scarlet" (J. Regan, T. Bricheno, A. Cousin) - 3:48
5. ディセンバー - "December" - 7:28
6. ブラインド・レモン・サム - "Blind Lemon Sam" (J. Regan, T. Bricheno, A. Cousin) - 3:08
7. モア・ザン・ザ・ブルース - "More Than the Blues" - 3:32
8. チューズデイズ・チャイルド - "Tuesday's Child" - 3:15
9. ピース・オブ・アワー・ハート - "Pieces of Our Heart" (J. Regan, T. Bricheno, A. Cousin) - 2:36
10. ハード・スパニアード - "Hard Spaniard" - 3:14
11. エンプティ・ダンスホール - "The Empty Dancehall" - 3:19
12. オンリー・ワン・リーズン - "Only One Reason" - 4:20
13. パール・フィッシャーメン - "The Pearl Fishermen" (J. Regan, T. Bricheno, A. Cousin) - 4:29

### 2015年リマスターCDボーナス・トラック
1. "Road to Your Soul (extended version)" - 6:16
2. "December (Narnia Mix)" - 7:17
3. "Drowning" - 4:11
4. "The Witch's Promise" (Ian Anderson) - 3:54
5. "Paradise ('89 Remix)" (J. Regan, T. Bricheno, A. Cousin) - 3:58

### 2015年リマスターCDボーナス・ディスク
1. "If I Had You (Theft)" (All About Eve) - 3:26
2. "Different Sky" (All About Eve) - 5:01
3. "The Dreamer" - 3:42
4. "Our Summer (live at Hammersmith, 1989)" (J. Regan, T. Bricheno, A. Cousin) - 3:38
5. "Candy Tree (live at Hammersmith, 1989)" - 3:06
6. "Tuesday's Child (live at Hammersmith, 1989)" - 3:09
7. "In the Clouds (live in Glasgow, 1991)" (J. Regan, T. Bricheno, A. Cousin) - 3:42
8. "Never Promise (Anyone Forever) (live in Glasgow, 1991)" (J. Regan, T. Bricheno, A. Cousin) - 3:47
9. "Scarlet (live in Glasgow, 1991)" (J. Regan, T. Bricheno, A. Cousin) - 3:54
10. "More Than the Blues (live in Glasgow, 1991)" - 3:40
11. "Road to Your Soul (live in Glasgow, 1991)" - 5:35
12. "The Pearl Fishermen (live BBC Saturday Sequence)" (J. Regan, T. Bricheno, A. Cousin) - 3:36
13. "Blind Lemon Sam (live BBC Saturday Sequence)" (J. Regan, T. Bricheno, A. Cousin) - 2:56
14. "The Empty Dancehall (live BBC Richard Skinner)" - 3:01
15. "December (live BBC Richard Skinner)" - 6:21
16. "The Pearl Fishermen (live BBC Richard Skinner)" (J. Regan, T. Bricheno, A. Cousin) - 4:28
17. "Only One Reason (live at Glastonbury)" - 4:14

## 参加ミュージシャン
- ジュリアンヌ・リーガン - ボーカル(all songs)、キーボード(on #1, #4)
- ティム・ブリッチェノ - ギター(all songs)、キーボード(on #1)、バンジョー(on #7)
- アンディ・カズン - ベース(all songs)、キーボード(on #5)
- マーク・プライス - ドラムス、パーカッション

アディショナル・ミュージシャン
- ポール・サミュエル＝スミス - キーボード(on #5, #10)、バッキング・ボーカル(on #6)
- キャロライン・ラヴェル - チェロ(on #3, #8)
- リック・サンダース - ヴァイオリン(on #7, #11)